# Beara papuana
Beara papuana är en fjärilsart som beskrevs av George Francis Hampson 1912. Beara papuana ingår i släktet Beara och familjen trågspinnare. Inga underarter finns listade i Catalogue of Life.